# Slaves to the Grave
Slaves to the Grave är den amerikanska thrash/speed metal-gruppen Rigor Mortis tredje och sista studioalbum, utgivet den 7 oktober 2014.

## Låtlista
Sida A
1. "Poltergeist" – 6:01
2. "Rain of Ruin" – 4:20
3. "Flesh for Flies" – 3:36
4. "The Infected" – 3:51
5. "Blood Bath" – 6:34

Sida B
1. "Ancient Horror" – 3:27
2. "Fragrance of Corpse" – 3:12
3. "Curse of the Draugr" – 3:32
4. "Sacramentum Gladiatorum" (instrumental) – 4:22
5. "Ludus Magnus" – 9:32

## Medverkande
- Mike Scaccia – gitarr
- Casey Orr – elbas
- Harden Harrison – trummor
- Bruce Corbitt – sång